# Rodzina Salezjańska
Rodzina Salezjańska – instytuty zakonne i świeckie, stowarzyszenia wiernych oraz inne grupy apostolskie, które żyją duchem salezjańskim i mają wspólny cel ewangelizacji i wychowywania młodzieży.
Rodzinę Salezjańską stanowią obecnie następujące grupy:
- Apostołki Świętej Rodziny
- Byli Wychowankowie Salezjańscy
- Córki Bożego Zbawiciela
- Córki Królowania Maryi Niepokalanej
- Córki Maryi Wspomożycielki Wiernych
- Córki Najświętszych Serc Jezusa i Maryi
- Nowa Pieśń
- Ochotnicy Księdza Bosko
- Ochotniczki Księdza Bosko
- Salezjanie Księdza Bosko
- Salezjanie Współpracownicy
- Salezjanki Oblatki Serca Jezusa
- Salezjańskie Stowarzyszenie Kobiet
- Siostry Jezusa Młodzieńca
- Siostry Katechetki Maryi Niepokalanej i Wspomożycielki Wiernych
- Siostry Maryi Wspomożycielki Wiernych
- Siostry Miłości
- Siostry Misjonarki Maryi Wspomożycielki
- Siostry Służebniczki Niepokalanego Serca Maryi
- Siostry Wizytki Księdza Bosko
- Siostry Zwiastunki Pana
- Stowarzyszenie Maryi Wspomożycielki
- Świadkowie Zmartwychwstałego
- Uczniowie
- Wspólnota Posłannictwa Księdza Bosko
- Zgromadzenie Sióstr Świętego Michała Archanioła
- Zgromadzenie Sióstr Zmartwychwstania
- Zgromadzenie Świętego Michała Archanioła